# Hoa hậu Chuyển giới Quốc tế 2022
Hoa hậu Chuyển giới Quốc tế 2022 là cuộc thi Hoa hậu Chuyển giới Quốc tế lần thứ 16 được tổ chức tại Pattaya, Thái Lan vào ngày 25 tháng 6 năm 2022. Hoa hậu Chuyển giới Quốc tế 2020 - Valentina Fluchaire đến từ Mexico đã trao lại vương miện cho người kế nhiệm Fuschia Anne Ravena đến từ Philippines.

## Kết quả

### Thứ hạng
| Kết quả                          | Thí sinh |
| -------------------------------- | --- |
| Hoa hậu Chuyển giới Quốc tế 2022 | - Philippines - Fuschia Anne Ravena |
| Á hậu 1                          | - Colombia - Jasmine Jimenez |
| Á hậu 2                          | - Pháp - Aela Chanel |
| Top 6                            | - Thái Lan - Kwanlada Rungrojampa - Venezuela - Sofía Salomón - Việt Nam - Phùng Trương Trân Đài                                       |
| Top 11                           | - Campuchia - Sai Fhon - Ấn Độ - Namitha Marimuthu ¥ - Hàn Quốc - Jin - Mexico - Alejandra Morales - Peru - Javiera Arnillas Cartagena |

¥: Thí sinh được vào thẳng Top 11 do bình chọn từ khán giả.

### Thứ tự công bố
| 1. Ấn Độ 2. Mexico 3. Cambodia 4. Hàn Quốc 5. Việt Nam 6. Colombia 7. Pháp 8. Venezuela 9. Philippines 10. Thái Lan 11. Peru | 1. Thái Lan 2. Colombia 3. Philippines 4. Việt Nam 5. Pháp 6. Venezuela | 1. Philippines 2. Colombia 3. Pháp |

## Các giải thưởng đặc biệt
| Giải thưởng                     | Thí sinh                          |
| ------------------------------- | --------------------------------- |
| Best National Costume           | - Nhật Bản - Yushin               |
| Miss Congeniality               | - Lào - Minladar Engmany          |
| Miss Photogenic                 | - Campuchia - Sai Fhon            |
| Best in Evening Gown            | - Thái Lan - Kwanlada Rungrojampa |
| Most Popular Introductory Video | - Ấn Độ - Namitha Marimuthu       |

### Best Talent
| Giải thưởng | Thí sinh |
| ----------- | --- |
| Chiến thắng | - Việt Nam - Phùng Trương Trân Đài |
| Á hậu 1     | - Thái Lan - Kwanlada Rungrojampa |
| Á hậu 2     | - Paraguay - Fabu Olmedo |
| Top 10      | - Nhật Bản - Yushin - Malaysia - Papai Cici - Mexico - Alejandra Morales - Philippines - Fuschia Anne Ravena - Peru - Javiera Arnillas Cartagena - Puerto Rico - Catalina La Bella - Venezuela - Sofía Salomón |

### Miss Popular Vote
| Giải thưởng | Thí sinh |
| ----------- | --- |
| Chiến thắng | - Ấn Độ - Namitha Marimuthu                                                                                              |
| Top 5       | - Philippines - Fuschia Anne Ravena - Việt Nam - Phùng Trương Trân Đài - Đài Loan - Allie Liao - Indonesia - Kazzia Doll |

### Miss Photogenic
| Giải thưởng | Thí sinh |
| ----------- | --- |
| Chiến thắng | - Campuchia - Sai Fhon |
| Top 5       | - Indonesia - Kazzia Doll - Mexico - Alejandra Morales - Philippines - Fuschia Anne Ravena - Việt Nam - Phùng Trương Trân Đài |

## Thí sinh tham gia
Cuộc thi có tổng cộng 23 thí sinh tham gia:
| Quốc gia/Lãnh thổ | Thí sinh                    | Tuổi | Quê quán              |
| ----------------- | --------------------------- | ---- | --------------------- |
| Brazil            | Eloá Rodrigues              | 24   | Rio de Janeiro        |
| Campuchia         | Sai Fhon                    | 23   | Phnôm Pênh            |
| Canada            | Patricia Jane Bustillo      | 35   | Toronto               |
| Colombia          | Jasmine Jiménez             | 25   | Madrid                |
| Ecuador           | Mirka Alejandra Borja Ochoa | 29   | Santo Domingo         |
| Pháp              | Aëla Chanel                 | 32   | Paris                 |
| Honduras          | Luciana Romero              | 27   | Los Angeles           |
| Ấn Độ             | Namitha Marimuthu           | 33   | Chennai               |
| Indonesia         | Kazzia Doll                 | 33   | Denpasar              |
| Nhật Bản          | Yushin                      | 33   | Tokyo                 |
| Hàn Quốc          | Jin                         | 21   | Seoul                 |
| Lào               | Minladar Engmany            | 27   | Viêng Chăn            |
| Malaysia          | Papai Cici                  | 31   | Sabah                 |
| Mexico            | Alejandra Morales           | 25   | Veracruz              |
| Paraguay          | Fabu Olmedo                 | 28   | Asunción              |
| Peru              | Javiera Arnillas Cartagena  | 25   | Lima                  |
| Philippines       | Fuschia Anne Ravena         | 27   | Thành phố Cebu        |
| Puerto Rico       | Catalina La Bella           | 34   | San Juan              |
| Đài Loan          | Allie Liao                  | 30   | Đài Bắc               |
| Thái Lan          | Kwanlada Rungrojampa        | 20   | Nakhon Pathom         |
| Hoa Kỳ            | Catalina Cabella            | 31   | Thành phố New York    |
| Venezuela         | Sofía Salomón               | 24   | Caracas               |
| Việt Nam          | Phùng Trương Trân Đài       | 29   | Thành phố Hồ Chí Minh |

## Chú ý

### Lần đầu tham gia
- Paraguay

### Trở lại
- Lần cuối tham gia vào năm 2007:
  -  Puerto Rico
- Lần cuối tham gia vào năm 2016:
  -  Campuchia
- Lần cuối tham gia vào năm 2018:
  -  Colombia
  -  Honduras
- Lần cuối tham gia vào năm 2019:
  -  Canada
  -  Ecuador
  -  Hàn Quốc
  -  Venezuela

### Bỏ cuộc
- Úc
- Trung Quốc
- Mông Cổ
- Myanmar
- Na Uy
- Singapore
- Thụy Điển